# Резолюция Совета Безопасности ООН 1050
Резолюция Совета Безопасности Организации Объединённых Наций 1050 (код — S/RES/1050), принятая 8 марта 1996 года, сославшись на все предыдущие резолюции по Руанде, Совет обсудил меры по выводу Миссии ООН по содействию Руанде (МООНПР).
Совет Безопасности ООН подчеркнул важность безопасного и добровольного возвращения беженцев и национального примирения, а правительство Руанды — укрепления уверенности, безопасности и доверия. В Каире и Аддис-Абебе были проведены конференции, посвящённые кризису беженцев, и Совет подчеркнул важность проведения региональной конференции для решения этого вопроса. Все страны были призваны сотрудничать с Комиссией по расследованию, созданной в соответствии с резолюцией 1013 (1995), и с операцией по правам человека в Руанде. Совет по-прежнему убеждён, что Организация Объединённых Наций должна продолжать играть свою роль в этой стране.
В соответствии с требованием Резолюции 1029 (1995) Генеральный секретарь ООН Бутрос Бутрос-Гали должен был начать вывод МООНПР из Руанды 9 марта 1996 года. Все оставшиеся элементы МООНПР будут способствовать обеспечению безопасности и защиты Международного трибунала по Руанде. С согласия правительства Руанды Генеральному секретарю рекомендовалось продолжать работу системы связи и радиостанции для содействия национальному примирению, укрепления судебной системы, облегчения возвращения беженцев и восстановления инфраструктуры страны.
Наконец, Генеральному секретарю было предложено к 5 апреля 1996 года доложить о договорённостях с Руандой в отношении защиты Руандийского трибунала после вывода МООНПР и других вышеупомянутых вопросов.